# Harbin
Harbin, tidigare även känt som Pinkiang, är en stad på subprovinsiell nivå i Manchuriet i nordöstra Kina, på floden Songhuas södra strand. Staden är huvudort i provinsen Heilongjiang. Harbin är ursprungligen ett manchuriskt ord som betyder "platsen där man torkar fisknät". Harbin har ett smeknamn "Pärlan på svanens hals", syftande på Heilongjiang, som på en karta liknar en svan.

## Geografi och klimat
Harbin har ett fuktigt kontinentalt klimat med varma, fuktiga somrar och mycket kalla vintrar. Ofta börjar det snöa i oktober och den sista frosten brukar sluta i slutet av april.  Följaktligen är odlingssäsongen relativt kort. Jorden kring Harbin, kallas "svarta jorden" är en av de mest näringsrika i hela Kina, vilket gör det värdefullt att odla mat och textil-relaterade grödor. 
Den norra kusten av floden Songhuas är utvecklat som ett rekreationsområde. Stadsområdet är i stort sett platt. Harbin omfattar 56 579 km², varav 1 637 km² stad. 
I närheten av Harbin bedriver den kinesiska militären verksamhet för provskjutning av militära missiler.
Uppmätta normala temperaturer och -nederbörd i Harbin:
|                                            | Jan   | Feb   | Mar  | Apr  | Maj  | Jun  | Jul  | Aug  | Sep  | Okt  | Nov   | Dec   |
| ------------------------------------------ | ----- | ----- | ---- | ---- | ---- | ---- | ---- | ---- | ---- | ---- | ----- | ----- |
| Normaldygnets maximitemperaturs medelvärde | −12,5 | −7,2  | 2,3  | 13,7 | 21,3 | 26,1 | 27,9 | 26,3 | 20,7 | 11,7 | −0,1  | −9,4  |
| Normaldygnets minimitemperaturs medelvärde | −24,1 | −19,8 | −9,7 | 0,4  | 7,9  | 14,5 | 18,3 | 16,2 | 8,7  | 0,1  | −10,1 | −19,8 |
|                                            |       |       |      |      |      |      |      |      |      |      |       |       |
| Nederbörd                                  | 3     | 5     | 10   | 18   | 40   | 84   | 143  | 121  | 58   | 26   | 10    | 6     |

| Diagram | temperaturer i °C • månadsnederbörd i mm | temperaturer i °C • månadsnederbörd i mm | temperaturer i °C • månadsnederbörd i mm | temperaturer i °C • månadsnederbörd i mm | temperaturer i °C • månadsnederbörd i mm | temperaturer i °C • månadsnederbörd i mm | temperaturer i °C • månadsnederbörd i mm | temperaturer i °C • månadsnederbörd i mm | temperaturer i °C • månadsnederbörd i mm | temperaturer i °C • månadsnederbörd i mm | temperaturer i °C • månadsnederbörd i mm | temperaturer i °C • månadsnederbörd i mm |
|         | 3 -13 -24                                | 5 -7 -20                                 | 10 2 -10                                 | 18 14 0                                  | 40 21 8                                  | 84 26 15                                 | 143 28 18                                | 121 26 16                                | 58 21 9                                  | 26 12 0                                  | 10 -0 -10                                | 6 -9 -20                                 |

## Administrativ indelning
Staden Harbin indelas i nio stadsdistrikt (区 qū), tre städer på häradsnivå (市 shì) och sju härad (县 xiàn):
| 1 2 3 4 5 6 Hulan Acheng Shuangcheng Yilan härad Fangzheng härad Bin härad Bayan härad Mulan härad Tonghe härad Yanshou härad Shangzhi (stad) Wuchang (stad) 1. Daoli 2. Nangang 3. Daowai 4. Pingfang 5. Songbei 6. Xiangfang |           |                |                   |           |                            |
| Namn | Kinesiska | Pinyin         | Befolkning (2010) | Yta (km²) | Befolknings- täthet (/km²) |
| Den egentliga staden |           |                |                   |           |                            |
| Daoli-distriktet | 道里区    | Dàolǐ qū       | 923 762           | 479.2     | 1 929                      |
| Nangang-distriktet | 南岗区    | Nángǎng qū     | 1 343 857         | 182.9     | 7 343                      |
| Daowai-distriktet | 道外区    | Dàowài qū      | 906 421           | 618.6     | 3 527                      |
| Xiangfang-distriktet | 香坊区    | Xiāngfáng qū   | 916 408           | 339.5     | 2 695                      |
| Pingfang-distriktet | 平房区    | Píngfáng qū    | 190 253           | 98.0      | 2 024                      |
| Songbei-distriktet | 松北区    | Sōngběi qū     | 236 848           | 736.3     | 322                        |
| Förorter |           |                |                   |           |                            |
| Hulan-distriktet | 呼兰区    | Hūlán qū       | 764 534           | 2 185.9   | 350                        |
| Acheng-distriktet | 阿城区    | Àchéng qū      | 596 856           | 2 452.1   | 215                        |
| Shuangcheng-distriktet | 双城区    | Shuāngchéng qū | 825 634           | 3 112.0   | 265                        |
| Satellitstäder |           |                |                   |           |                            |
| Shangzhi | 尚志市    | Shàngzhì shì   | 585 386           | 8 824.9   | 66                         |
| Wuchang | 五常市    | Wǔcháng shì    | 881 224           | 7 502.0   | 117                        |
| Landsbygd |           |                |                   |           |                            |
| Yilan härad | 依兰县    | Yīlán xiàn     | 388 319           | 4 616.0   | 83                         |
| Fangzheng härad | 方正县    | Fāngzhèng xiàn | 203 853           | 2 968.6   | 68                         |
| Bin härad | 宾县      | Bīn xiàn       | 551 271           | 3 844.7   | 143                        |
| Bayan | 巴彦县    | Bāyàn xiàn     | 590 555           | 3 137.7   | 188                        |
| Mulan | 木兰县    | Mùlán xiàn     | 277 685           | 3 600.0   | 77                         |
| Tonghe härad | 通河县    | Tōnghé xiàn    | 210 650           | 5 675.5   | 37                         |
| Yanshou härad | 延寿县    | Yánshòu xiàn   | 242 455           | 3 149.6   | 75                         |

## Historia
Under Jindynastin (1115–1234) var Shangjing (dagens Acheng) den tongivande huvudstaden för dynastin fram till år 1153 då huvudstaden flyttades till Zhongdu (dagens Peking).
Staden grundades av ryssar 1898 som en knutpunkt mellan Östra kinesiska järnvägen och Sydmanchuriska järnvägen, men efter rysk-japanska kriget 1904-05 minskade Rysslands inflytande över området. Efter det rysk-japanska kriget lämnade många ryssar trakten, men många hade då blivit bofasta och valde att stanna, och Harbin hade då i realiteten blivit en rysk koloni centrerad kring järnvägen. 1913 talades 45 språk av 53 olika nationaliteter, av vilka de två största grupperna var ryssar och kineser; även tyskar, polacker och ukrainare ingick i befolkningen. Framförallt många ryska judar emigrerade till Harbin, cirka 20000 individer, vilka sökte undkomma antisemitismen i Ryssland. I själva verket sägs judar ha grundat staden. Under ryska revolutionen flydde många tsartrogna ryssar till Harbin och staden har fortfarande en rysk minoritetsbefolkning. Under och efter den ryska revolutionen och det ryska inbördeskriget blev Harbin ett av de största målen för politiska flyktingar från Ryssland: under 1920-talet hade Harbin den största ryska befolkningen utanför Ryssland självt.
Den 8 september 1920 förklarade Kina Tsarrysslands ambassader i Kina ogiltiga. Därefter övertogs de ryska domstolarna, polisstationerna, häktena, postkontoren och en del ryska skolor av Kina. 1924 undertecknades ett avtal mellan Kina och Sovjetunionen som stipulerade att endast kinesiska eller sovjetiska medborgare fick vara anställda vid kinesisk-ryska järnvägen. Exilryska anställda tvingades därför anta sovjetiskt medborgarskap.
Harbin höll en gång en av de största judiska samhällena i Fjärran Östern. Med sin topp under mitten av 1920-talet då 20.000 judar bodde i staden. Till exempel var den tidigare israeliske premiärministern Ehud Olmerts föräldrar födda i staden och han återvände 2004 med en israelisk handelsdelegation för att besöka sin farfars grav som finns i staden.
1932 ockuperades Harbin av Japan och inlemmades i marionettstaten Manchukuo. De sovjetiska anställda vid järnvägen utsattes för trakasserier av Japan. 1935 etablerade sig Enhet 731 i området Pingfang i utkanten av staden Harbin. Enhet 731:s verksamhet under ledning av befälhavaren Shiro Ishii (1935-1942) och hans efterträdare, General Masaji Kitano (1942-45), tros ha orsakat över 3000 politiska fångars död. Forskningen var främst inriktad på pest, kolera, tyfus, dysenteri, mjältbrand och stelkramp, men även andra sjukdomar studerades och dessutom intresserade man sig för forskning kring köldskador. De mänskliga försökskaninerna var främst kineser, sovjetmedborgare från gränsstriderna 1939-40, mongoler och koreaner men enligt vissa uppgifter även en del amerikaner och britter. 1935 sålde Sovjet sin andel i järnvägen till Japan, och ryssar med sovjetiskt medborgarskap emigrerade till Sovjetunionen: nästan alla av dessa arresterades för spionage under Stalins utrensningar 1936-38. De antisovjetiska ryssarna bildade vid denna tid ryska fasciströrelsen, RFP. RFP var antisemitiskt och utsatte rika judiska ryssar för kidnappningar, vilket fick många av de judiska harbinryssarna att emigrera. Harbinryssar löpte en stor risk att utsättas för misstanken av att vara spioner för Sovjet, arresteras och avrättas. Vid krigsslutet 1945 halshöggs många av dem i Hailar vid gränsen strax före den ryska invasionen. Vid andra världskrigets slut 1945 erövrades staden av Röda armén och överlämnades året därpå till Folkets befrielsearmé.
I november 2005 inträffade en olycka i en bensenfabrik i Jilin, vilket ledde till att Songhuas vatten förgiftades och staden förlorade vattentillförsel i några dagar.

## Ekonomi
Harbin Power Equipment Group Company och Nordöstra Kinas lättmetallfabrik är två viktiga företag. Harbin är också känt som huvudstad för kraft tillverkning, med vattenkraft och värmekraft utrustning som tillverkas här, vilket utgör en tredjedel av den totala kapaciteten i Kina.
Harbins handels och ekonomimässa, har hållits varje år de senaste sjutton åren. De senaste åren har det kommit 1½ miljoner besökare, man räknar med att kontrakt värda 90 miljarder US-dollar, skrivs varje år.
Utländska direktinvesteringar i staden ligger på 570 miljoner US-dollar, med en ökningstakt om 28,1 procent, under 2008.

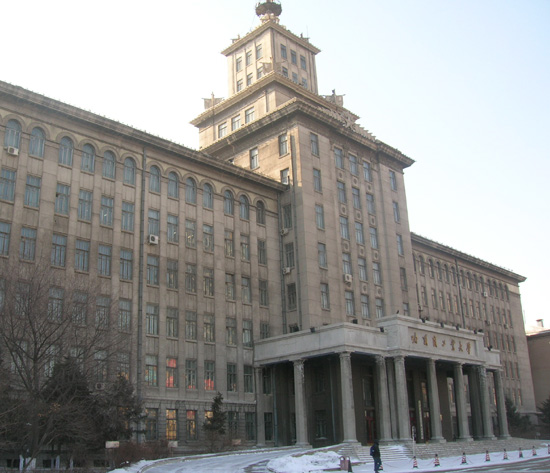
Harbins teknologiska högskola.

Staden har ett större tekniskt universitet, Harbins teknologiska högskola, sida grundat 1920 (förenklad kinesiska : 哈尔滨工业大学; traditionell kinesiska: 哈爾濱工業大學; pinyin: Hāerbīn Gōngyè Dàxué), eller HIT, mer känt som Hagongd. Där uppfanns den första ljusbågssvetsnings roboten. Det finns även 18 andra universitet.
- Harbins utvecklingsområden
  - Harbin ekonomiska ekonomiska och teknisk utvecklingszon
  - Harbins högteknologi och nya tekniska utvecklings zon
  - Harbin hamn
- Daqing högteknologiska industriella utvecklingsområde

## Kommunikationer
Staden är en järnvägsknut, fem större järnvägar (Jingha, Binsui, Binzhou, Binbei och Labin) möts här. För närvarande har 138 tåg sin ändstation i, eller passerar igenom Harbin dagligen, det går tåg till Peking, Shanghai, Tianjin, Guangzhou, Jinan och många andra större städer i Kina och den transsibiriska järnvägen.
Harbin Taiping Internationella flygplats (IATA: HRB, ICAO: ZYHB) även Yanjiagang, är den näst största internationella flygplatsen i nordöstra Kina. 
Byggandet av Harbins tunnelbana började den 5 december 2006, när den är klar skall tunnelbanan ha 20 stationer.

## Kultur

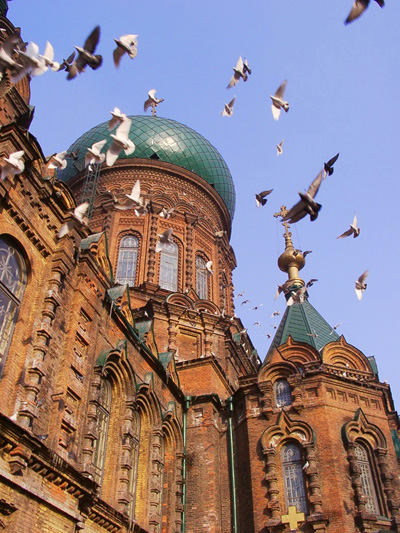
S:t Sophia-kyrkan i Harbin.

Den lokala kulturen i Harbin bygger på den hankinesiska kulturen, kombinerat med manchuisk och rysk kultur. Harbindialekten är känd för sitt standardmandarin uttal, vilket gör Harbin till en bra plats att studera mandarin på. 
Harbin av i dag, är fortfarande påverkat av sitt ryska förflutna. 
De judar som bosatt sig i staden under den ryska tiden drabbades inte av de begränsningar som gällde i övriga Ryssland. Därför fick staden en relativt stor judisk befolkning, av huvudsakligen europeiska judar.
Det lokala köket i Harbin är också ryskinfluerat. Harbins charkuterier är något som skiljer sig från övriga Kina, eftersom de tenderar att vara av en mer europeiska än andra kinesiska dito. 
Varje år har man en "Harbins internationella is- och snöfestival" och en större ölfestival.

## Vänorter
- Niigata, Japan (1979)
- Århus, Danmark (1984)
- Edmonton, Alberta, Kanada (1985)
- Sverdlovsk oblast, Ryssland (1991)
- Minneapolis, Minnesota USA (1992)
- Anchorage, Alaska USA
- Ekhuruleni, Sydafrika
- Warszawa, Polen (1993)
- Daugavpils, Lettland
- Chabarovsk, Ryssland
- Ploiești, Rumänien
- Asahikawa, Japan
- Bucheon, Sydkorea
- Salvador, Brasilien
- Giv'atayim, Israel
- Griffith, New South Wales, Australien
- Krasnodar, Ryssland
- Cagayan de Oro City, Filippinerna (2007)
- Rovaniemi, Finland
- Magdeburg, Tyskland (2008)
- Krasnojarsk, Ryssland (2008)
- Wiener Neustadt, Österrike
- Jakutsk, Ryssland (2008)
- Sunderland, Storbritannien (2009)

## Personer från staden
- Nikos Kavvadias
- Louis Klemantaski (1907-2001), brittisk fotograf och racerförare
- Efraim Reuytenberg (1914-2005), israelisk konstnär
- Rudolph Pariser (född 1923), amerikansk kemist
- Benjamin Lees (f. 1924), amerikansk kompositör
- Li Ao (f 1935), taiwanesisk författare, historiker och politiker
- Yang Yang (f. 1976), kinesisk Short track skrinnare
- Wang Bingyu (f 1984), kinesisk idrottare
- Zhang Jilin (f 1986), kinesisk schackspelare